# Ramon Aleu i Jornet
Ramon Aleu i Jornet (Margalef, Priorat, 30 de juliol de 1948) és un polític català.

## Biografia
Es llicencià en enginyeria agrònoma a l'Escuela Tècnica Superior de Ingenieros Agrónomos de Madrid. De 1975 a 1982 ha treballat com a gerent de la cooperativa FARE, de Vinebre (Ribera d'Ebre) i da 1982 a 1984 de la Cooperativa agrària de Falset.
És militant del PSC, on és encarregat de la secció de finances de la federació del Camp de Tarragona. Fou alcalde de Falset el 1979-1983 i 1987-1991, tinent d'alcalde el 1983-1987 i el 1991-1995 i regidor del 1995 al 2003. De 1979 a 1987 ha estat vicepresident primer de la Diputació de Tarragona.
A les eleccions al Parlament de Catalunya de 1984 i 1988 fou elegit diputat per la província de Tarragona. Fou vicepresident de la Comissió d'Agricultura, Ramaderia i Pesca del Parlament de Catalunya de 1984 a 1988. A les eleccions generals espanyoles de 1993 fou escollit senador per la mateixa circumscripció, càrrec que repetí a les eleccions generals espanyoles de 1996, 2000, 2004 i 2008.